# Barbus pagenstecheri
Barbus pagenstecheri е вид лъчеперка от семейство Шаранови (Cyprinidae).

## Разпространение
Видът е разпространен в Танзания.

## Описание
На дължина достигат до 35 cm.